# Hu Yitian
Hu Yitian (caratteri cinesi: 胡一天, pinyin: Hú Yītiān; Hangzhou, 26 dicembre 1993) è un attore cinese, conosciuto principalmente a livello internazionale come protagonista delle serie Netflix A love so beautiful (2017), Unrequited Love e Handsome Siblings.

## Biografia
Nato nella provincia cinese di Zhejiang, Hu si è laureato in architettura del paesaggio al Politecnico Wanxiang di Hangzhou. Prima del debutto televisivo, ha brevemente lavorato come modello.

## Carriera
Il debutto di Hu come attore è stato in una serie di cortometraggi intitolata Cat Tree, successivamente alla quale ha debuttato anche in televisione con il teen drama romantico Rush to the Dead Summer (2017) in un ruolo minore.
La fama internazionale è giunta con il ruolo da protagonista nella web series del 2017 A love so beautiful, basata sul romanzo To Our Pure Little Beauty di Zhao Gangan e distribuita in occidente da Netflix. Hu ha anche cantato la sigla finale della serie, intitolata It's a Dream.
Da febbraio ad aprile 2018, ha fatto parte del cast principale della terza stagione del reality nazionale Twenty-Four Hours. Nello stesso anno, è stato scelto nel cast delle serie televisive Youth Should Be Early e Unrequited Love, quest'ultima disponibile su Netflix in Europa, ma non ancora in Italia.
Nel 2019 ha ottenuto un ruolo minore nella commedia romantica sugli esport Go Go Squid!, per il quale ha ottenuto recensioni positive nonostante la breve durata della partecipazione. Forbes Cina ha inserito Hu nella lista dei "30 Under 30" in Asia del 2019, che include le 30 persone sotto i 30 anni più influenti nella regione e che hanno ottenuto più successi nel loro rispettivo campo.
Nel 2020, Hu ha interpretato il ruolo di Hua Wuque, co-protagonista della serie wuxia Handsome Siblings, reboot del film omonimo del 1992 e basata sul romanzo del 1966 Juedai Shuangjiao di Gu Long. La serie, anch'essa distribuita su Netflix ha ricevuto recensioni generalmente positive dai media occidentali. Nello stesso anno, ha fatto parte del cast della commedia poliziesca ambientata negli anni '20 My Roommate is a Detective con il ruolo comico di un detective à la Sherlock Holmes. La sua versatilità e il contrarsto con il personaggio serioso interpretato nella serie precedente gli hanno fruttato recensioni positive.

## Filmografia

### Cinema
| Anno | Titolo inglese | Titolo cinese      | Ruolo | Note           |
| ---- | -------------- | ------------------ | ----- | -------------- |
| 2017 | A Gentle Place | 总有一处柔软的地方 |       | Cortometraggio |
| 2018 | One Day        | 有那么一天         |       | Cortometraggio |

### Serie televisive
| Anno | Titolo inglese             | Titolo cinese      | Ruolo                  | Rete                   | Note   |
| ---- | -------------------------- | ------------------ | ---------------------- | ---------------------- | ------ |
| 2017 | Rush to the Dead Summer    | 夏至未至           | Ou Jun                 | Hunan TV               |        |
| 2017 | A love so beautiful        | 致我们单纯的小美好 | Jiang Chen             | Tencent Video, Netflix | [ 8 ]  |
| 2019 | Go Go Squid!               | 亲爱的，热爱的     | Wu Bai                 | Dragon TV, Zhejiang TV | [ 14 ] |
| 2020 | Handsome Siblings          | 绝代双骄           | Hua Wuque / Jiang Feng | CCTV, Netflix          | [ 18 ] |
| 2020 | My Roommate is a Detective | 民国奇探           | Lu Yao                 | iQiyi                  | [ 20 ] |
| 2020 | Unrequited Love            | 橘生淮南·暗恋      | Sheng Huainan          | Mango TV               | [ 13 ] |
| TBA  | Youth Should Be Early      | 青春须早为         | Zheng Qian             |                        | [ 11 ] |
| TBA  | Rose in the Storm          | 小风暴之时间的玫瑰 | Gao Shan               |                        |        |
| TBA  | Go Go Squid! 2             | 亲爱的，挚爱的     | Wu Bai                 |                        | [ 15 ] |

### Variety show
| Anno | Titolo inglese            | Titolo cinese    | Ruolo           | Rete        | Note   |
| ---- | ------------------------- | ---------------- | --------------- | ----------- | ------ |
| 2018 | Twenty-Four Hours         | 二十四小时第三季 | Membro del cast | Zhejiang TV | [ 10 ] |
| 2019 | Magical Chinese Character | 神奇的汉字       | Membro del cast | Hunan TV    | [ 23 ] |

## Discografia
| Anno | Titolo inglese              | Titolo cinese | Album                                                 | Note  |
| ---- | --------------------------- | ------------- | ----------------------------------------------------- | ----- |
| 2017 | "It's a Dream"              | 是梦吧        | Colonna sonora ufficiale di A love so beautiful       | [ 5 ] |
| 2019 | "Magical Chinese Character" | 神奇的汉字    | Colonna sonora ufficiale di Magical Chinese Character |       |

## Premi e riconoscimento
| Anno | Evento                                 | Categoria                                     | Opera               | Risultato       | Note   |
| ---- | -------------------------------------- | --------------------------------------------- | ------------------- | --------------- | ------ |
| 2017 | Ventiquattresima Cosmo Beauty Ceremony | Idol più attraente                            |                     | Vincitore/trice | [ 24 ] |
| 2017 | Undicesimi Tencent Video Star Awards   | Attore più promettente                        | A love so beautiful | Vincitore/trice | [ 25 ] |
| 2017 | Noni China TV Drama Awards             | Premio Giovane attore della nuova generazione | A love so beautiful | Vincitore/trice | [ 26 ] |
| 2018 | Ventiquattresimi Huading Awards        | Miglior debuttante                            | A love so beautiful | Candidato/a     | [ 27 ] |
| 2018 | L'Officiel Fashion Night               | Premio Influencer                             |                     | Vincitore/trice | [ 24 ] |
| 2019 | Lizhi Annual Gala                      | Voce dell'anno                                |                     | Vincitore/trice | [ 28 ] |
| 2019 | Cosmo Glam Night                       | Persona dell'anno                             |                     | Vincitore/trice | [ 29 ] |
| 2019 | Ottavo iQiyi All-Star Carnival         | Attore più promettente                        |                     | Vincitore/trice | [ 30 ] |